# Гудьонсен, Даниэль
Даниэль Тристан Гудьонсен (исл. Daníel Tristan Guðjohnsen; род. 1 марта 2006, Лондон) — исландский футболист, нападающий шведского «Мальмё».

## Клубная карьера
Вырос в Испании, где и начал заниматься футболом. Выступал за команды академий «Барселоны» и мадридского «Реала». В августе 2022 года перешёл в шведский «Мальмё», где присоединился к молодёжной команде клуба. В апреле 2023 года подписал с командой первый профессиональный контракт. Дебютировал в чемпионате Швеции 5 июня того же года в матче с «Дегерфорсом», появившись на поле на 82-й минуте вместо Хуго Ларссона.

## Личная жизнь
Отец, Эйдур, и дед, Арнор, в прошлом футболисты, выступали за национальную сборную Исландии. Старшие братья Андри и Свейдн также являются профессиональными футболистами.

## Клубная статистика
| Выступление      | Выступление      | Выступление      | Лига | Лига | Кубки | Кубки | Конт. кубки | Конт. кубки | Итого | Итого |
| Клуб             | Лига             | Сезон            | Игры | Голы | Игры  | Голы  | Игры        | Голы        | Игры  | Голы  |
| ---------------- | ---------------- | ---------------- | ---- | ---- | ----- | ----- | ----------- | ----------- | ----- | ----- |
| Мальмё           | Алльсвенскан     | 2023             | 1    | 0    | 0     | 0     | 0           | 0           | 1     | 0     |
| Мальмё           | Итого            | Итого            | 1    | 0    | 0     | 0     | 0           | 0           | 1     | 0     |
| Всего за карьеру | Всего за карьеру | Всего за карьеру | 1    | 0    | 0     | 0     | 0           | 0           | 1     | 0     |